# PBC Trier
Der PBC Trier (offiziell: Pool Billard Club Trier e.V.) ist ein Billardverein aus Trier.

## Geschichte
Der PBC Trier entstand 1997 durch die Ausgliederung der Poolbillard-Abteilung aus dem 1993 gegründeten Billardverein BIG Trier. Im gleichen Jahr trat der PBC Trier der Deutschen Billard-Union bei. Im Jahr 2010 stieg der Verein als Zweiter der 2. Bundesliga in die 1. Bundesliga auf. In der Saison 2010/11 entging er dort, mit einem Punkt Abstand vor Fortuna Straubing, als Sechster knapp dem Abstieg. 2011/12 stieg er als Achter der 1. Bundesliga in die 2. Bundesliga ab. Nachdem man dort 2013 mit dem fünften Platz den Klassenerhalt geschafft hatte, folgte in der Saison 2013/14 der Abstieg. Seit 2014 nimmt der Verein nicht mehr am Spielbetrieb teil.

### Platzierungen seit 2007
| Saison  | Liga              | Platz |
| ------- | ----------------- | ----- |
| 2007/08 | 2. Bundesliga Süd | 4     |
| 2008/09 | 2. Bundesliga Süd | 4     |
| 2009/10 | 2. Bundesliga Süd | 2     |
| 2010/11 | 1. Bundesliga     | 6     |
| 2011/12 | 1. Bundesliga     | 8     |
| 2012/13 | 2. Bundesliga Süd | 5     |
| 2013/14 | 2. Bundesliga Süd | 6     |

## Bekannte ehemalige Spieler (Auswahl)
- Gregory Bartoccioni
- Bruno Ernst
- Manuel Gama
- Tim Goergen
- Steve Leisen
- Ralf Mund
- Marko Vogel